# أم علي الحميرية
أم علي الحِميريَّة، هي جارية من أصلٍ حميري، كانت تحت الخليفة العبَّاسي أبُو جعفر المنصُور.

## سيرة شخصية
لا يُعرف الكثير عن نشأة أم علي، إلا أنها حِميرية الأصل، اشتراها الخليفة المنصُور بألف درهم، من أحد التجَّار والمارين في سوق بغداد، ثم أصبحت محظية، وولدت له عليًا، وجعلها المسؤولة عن إدارة المال في دار الخلافة.

### فهرس المنشورات
1. ↑  حسن (2013)، ص. 63.

### معلومات المنشورات كاملة
الكُتُب العربيَّة مرتبة حسب تاريخ النشر
- سولاف فيض الله حسن (2013). دور الجواري والقهرمانات في دار الخلافة العباسية (ط. 1). دمشق: صفحات للدراسات والنشر والتوزيع. ISBN:978-9933-495-13-8. OCLC:6914266520. OL:43175027M. QID:Q125689500.